# Triângulo isósceles
Em geometria, um triângulo isósceles é um triângulo que possui dois lados de mesma medida, isso é, congruentes.

## Definição
Dizemos que um triângulo é isósceles, se, e somente se, têm dois lados congruentes.

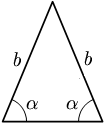
Triângulo isósceles

Com notação matemática, isso pode ser expresso da seguinte forma:
{\displaystyle \triangle {ABC}\quad {\text{é isósceles}}\quad \Longleftrightarrow \quad {\overline {AB}}\equiv {\overline {AC}}}

## Propriedades

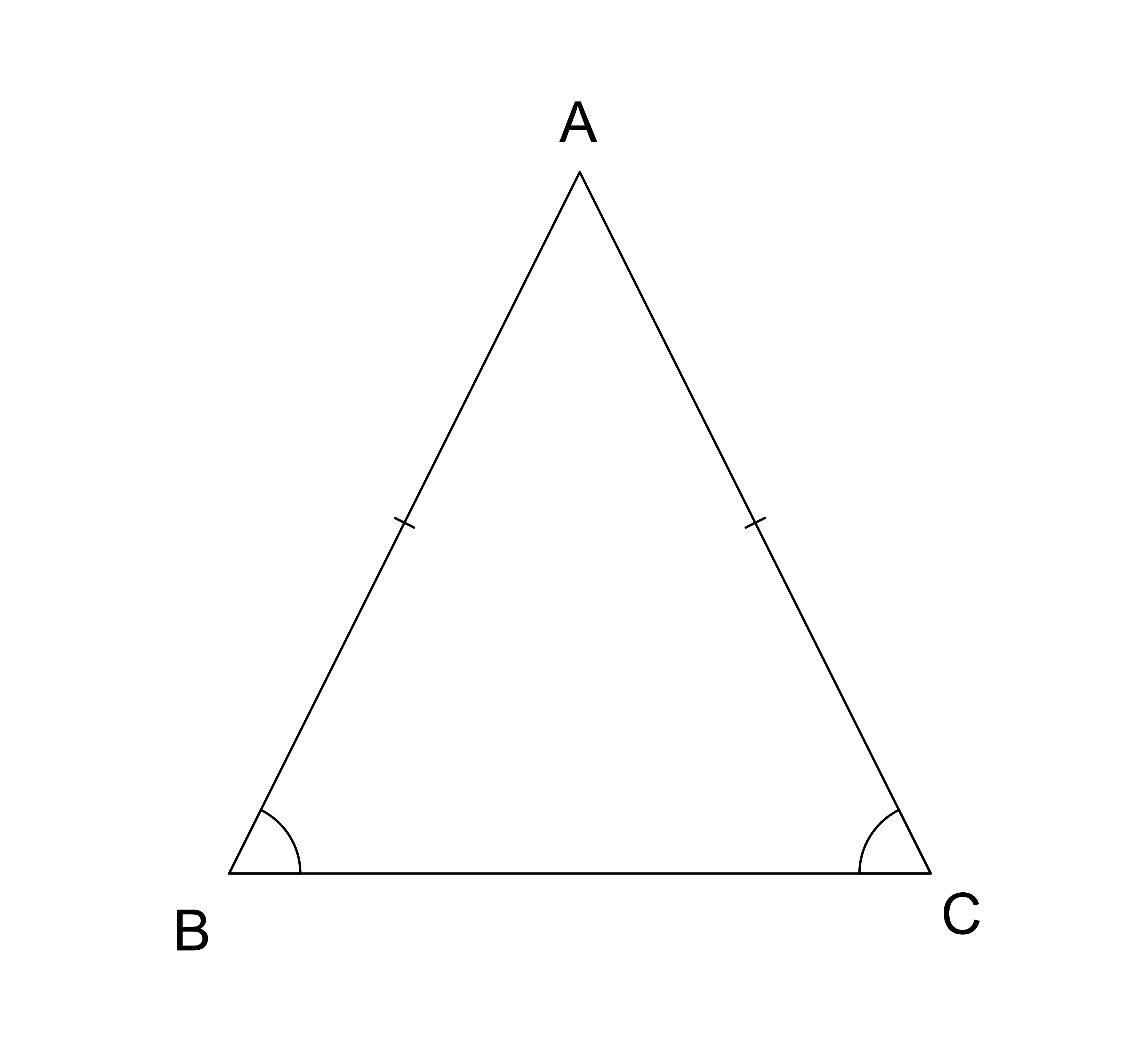

A seguir temos uma lista de propriedades dos triângulos isósceles e abaixo suas explicações e demonstrações.
- Em um triângulo isósceles os ângulos da base são congruentes.
- Em um triângulo isósceles a mediatriz relativa à base, a bissetriz relativa ao ângulo oposto ao da base, a mediana e a altura relativas a base coincidem.

### Congruência dos ângulos da base
Todo triângulo isósceles é também um triângulo isoângulo, isto é, possui dois ângulos congruentes, que são os dois ângulos opostos aos lados congruentes. Chamamos esses ângulos de ângulos da base.
Porém, essa é uma propriedade que parte da definição de triângulo isósceles, portanto, necessita de demonstração.
Essa propriedade traz uma condição necessária e suficiente para que um triângulo seja isósceles, isso é, ela diz:
Se um triângulo tem dois lados congruentes, então esse triângulo possui os dois ângulos da base congruentes e é um triângulo isósceles.
Se um triângulo tem dois ângulos congruentes, então os dois lados opostos a esses ângulos são congruentes e esse é um triângulo isósceles.
Assim, vamos demonstrar que para um triângulo ser isósceles basta ele possuir dois ângulo congruentes ou dois lados congruentes.

#### Demonstração[1]
Esse teorema pode ser enunciado de três formas diferentes:
- "Se um triângulo tem dois lados congruentes, então os ângulos opostos a esses lados são congruentes."
- "Se um triângulo é isósceles, os ângulos da base são congruentes."
- "Todo triângulo isósceles é isoângulo."

Com notação matemática, podemos expressá-lo da seguinte forma:
{\displaystyle \triangle {ABC}\quad {\text{é isósceles}}\quad \longleftrightarrow \quad \triangle {ABC}\quad {\text{é isoângulo}}}
ou
{\displaystyle \triangle {ABC},\quad {{\overline {AB}}\equiv {\overline {AC}}}\qquad \longleftrightarrow \qquad {{\hat {B}}\equiv {\hat {C}}}}
Para fazer essa demonstração precisamos mostrar primeiro que ser isósceles implica ser isoângulo.
Assim, partiremos de um triângulos isósceles qualquer e buscaremos provar que este triângulo é congruente a si mesmo, porém havendo uma correspondência nos vértices.
Para isso tomaremos duas vezes {\displaystyle \triangle {ABC}}, tendo o cuidado de, em cada vez, alternar a ordem dos vértices da base.
Assim, podemos abstrair e pensar em dois triângulos "distintos": {\displaystyle \triangle {ABC}} e {\displaystyle \triangle {ACB}}.
Tendo isso em mente, percebe-se que {\displaystyle \triangle {ABC}\equiv \triangle {ACB}}, pelo caso de congruência {\displaystyle LAL}:
{\displaystyle {\overline {AB}}\equiv {\overline {AC}}\quad {\text{e}}\quad {B{\hat {A}}C}\equiv {C{\hat {A}}B}\quad {\text{e}}\quad {\overline {AC}}\equiv {\overline {AB}}\qquad \Longrightarrow \qquad \triangle {ABC}\equiv \triangle {ACB}}
Visto que temos, a congruência dos dois triângulos, com isso obtemos que todos seus ângulo correspondentes são congruentes.
Logo: {\displaystyle {\hat {B}}\equiv {\hat {C}}}
Agora precisamos mostrar que ser isoângulo implica ser isósceles.
Para isso partiremos de um triângulo {\displaystyle ABC} qualquer que seja isoângulo, isto é, que tenha dois ângulos congruentes. 
Para facilitar na demonstração, utilizaremos notação matemática com base em um triângulo {\displaystyle ABC}.
{\displaystyle {\hat {B}}\equiv {\hat {C}}\qquad \longrightarrow \qquad {\overline {AB}}\equiv {\overline {AC}}}
Então traçaremos no triângulo {\displaystyle ABC} a sua bissetriz relativa ao vértice {\displaystyle A}. À intersecção da bissetriz com o segmento {\displaystyle {\overline {BC}}} chamaremos de ponto {\displaystyle M}.
Assim teremos dois triângulos: {\displaystyle \triangle {AMB}} e {\displaystyle \triangle {AMC}}, ficando fácil de verificar a congruência entre esses dois triângulos, pelo caso de congruência, lado, ângulo e ângulo oposto ao lado.
{\displaystyle {\overline {AM}}\equiv {\overline {AM}}\quad {\text{e}}\quad {B{\hat {A}}M}\equiv {M{\hat {A}}C}\quad {\text{e}}\quad {\hat {B}}\equiv {\hat {C}}\quad \left(LAA_{o}\right)\qquad \longrightarrow \qquad \triangle {AMB}\equiv \triangle {AMC}}.
Com essa congruência, temos a seguinte congruência: {\displaystyle {\overline {AB}}\equiv {\overline {AC}}}.
Assim demonstramos que ser triângulo isósceles implica ser triângulo isoângulo e que ser triângulo isoângulo implica ser triângulo isósceles.
Logo, temos que ser triângulo isósceles é condição necessária e suficiente para ser triângulo isoângulo.

### Bissetriz, mediatriz, mediana e altura
Em um triângulo isósceles a mediatriz relativa à base, a bissetriz relativa ao ângulo oposto ao da base, a mediana e a altura relativas a base coincidem.
Esta propriedade pode ser expressa com notação matemática da seguinte forma:
{\displaystyle \triangle {ABC},\quad {{\overline {AB}}\equiv {\overline {AC}}}\quad {\text{e}}\quad {\text{M é ponto médio de}}\quad {\overline {BC}}\qquad \longrightarrow \qquad {\overline {AM}}\qquad {\begin{cases}{\text{é bissetriz de }}{\hat {A}}\\{\text{está contido na mediatriz de }}{\overline {BC}}\\{\text{é mediana de }}{\overline {BC}}\\{\text{é altura relativa à }}{\overline {BC}}\end{cases}}}

#### Demonstração

Imagem suporte para demonstração de que em todo triângulo isósceles a mediana, a bissetriz, a mediatriz e a altura relativa a base coincidem.

Como já vimos acima, temos o triângulo isósceles {\displaystyle ABC}, onde {\displaystyle {\overline {AB}}\equiv {\overline {AC}}},{\displaystyle {\hat {B}}\equiv {\hat {C}}} e {\displaystyle M} é ponto médio de {\displaystyle {\overline {BC}}}.
Assim, pela definição de mediana  temos que {\displaystyle {\overline {AM}}} é mediana relativa ao lado {\displaystyle {\overline {BC}}} e ao vértice {\displaystyle A}.
Esse segmento {\displaystyle {\overline {AM}}} divide {\displaystyle \triangle {ABC}} em dois triângulos congruentes: {\displaystyle \triangle {AMC}} e {\displaystyle \triangle {AMB}}.
{\displaystyle {\overline {AB}}\equiv {\overline {AC}}\quad {\text{e}}\quad {\overline {BM}}\equiv {\overline {MC}}\quad {\text{e}}\quad {\overline {AM}}\equiv {\overline {AM}}\quad \left(LLL\right)\qquad \Longrightarrow \qquad \triangle {AMB}\equiv \triangle {AMC}}.
Essa congruência dos triângulos implica a congruência {\displaystyle B{\hat {A}}M\equiv {M{\hat {A}}C}}. Assim, temos que {\displaystyle {\overline {AM}}} é também bissetriz de {\displaystyle B{\hat {A}}C}.
A partir disso temos também a congruência {\displaystyle B{\hat {M}}A\equiv {C{\hat {M}}A}}. Porém, temos também que esses ângulos são suplementares.
Assim temos: {\displaystyle med\left(B{\hat {M}}A\right)+med\left(C{\hat {M}}A\right)=180^{\circ }=2.med\left(B{\hat {M}}A\right)\qquad \Longrightarrow \qquad {med\left(B{\hat {M}}A\right)=90^{\circ }}}.
Como os ângulos {\displaystyle B{\hat {M}}A} e {\displaystyle A{\hat {M}}C} são ângulos retos, temos que {\displaystyle {\overline {AM}}} é perpendicular à {\displaystyle {\overline {BC}}}. Isso nos garante que {\displaystyle {\overline {AM}}} é a altura relativa à base {\displaystyle {\overline {BC}}} e é mediatriz, por {\displaystyle M} ser ponto médio.
Assim temos que {\displaystyle {\overline {AM}}} é bissetriz, mediatriz, mediana e altura relativa à base.

### Baricentro, incentro, circuncentro e ortocentro
Como implicação da propriedade anterior, temos que em um triângulo isósceles o baricentro, o incentro, o circuncentro e o ortocentro são colineares. Assim, temos que isso é uma condição necessária e suficiente para que um triângulo seja isósceles.
{\displaystyle \triangle {ABC}\quad {\text{é isósceles}},\quad \longleftrightarrow \quad {\text{o baricentro, o incentro, o circuncentro e o ortocentro são colineares}}}

#### Demonstração
{\displaystyle \triangle {ABC}\quad {\text{é isósceles}}\quad \longrightarrow \quad {\text{o baricentro, o incentro, o circuncentro e o ortocentro são colineares}}}
Primeiramente vamos provar que, se um triângulo é isósceles, então o baricentro, o incentro, o circuncentro e o ortocentro são colineares. Para demonstrar esse teorema partiremos do que foi demonstrado acima.
Assim temos que, se tomarmos a mediana de um triângulo isósceles, temos que essa mediana é também bissetriz, altura relativa e está contida na mediatriz do triângulo.
Isso implica qualquer ponto que pertence  à mediana pertence também à bissetriz, à altura relativa e à mediatriz.
Após demonstrar isso precisamos demonstrar a recíproca.
Assim, precisamos demonstrar que:
{\displaystyle \triangle {ABC},{\text{baricentro, incentro, circuncentro e ortocentro são colineares}}\qquad \longrightarrow \qquad {\triangle {ABC}\quad {\text{é isósceles}}}}
Como temos que os quatro pontos notáveis são colineares, daremos nomes a esses pontos como forma de simplificar a notação.
Desse modo temos que {\displaystyle G{\text{ é baricentro}}}, {\displaystyle I{\text{ é incentro}}}, {\displaystyle D{\text{ é o circuncentro}}} e {\displaystyle O{\text{ é o ortocentro}}}.

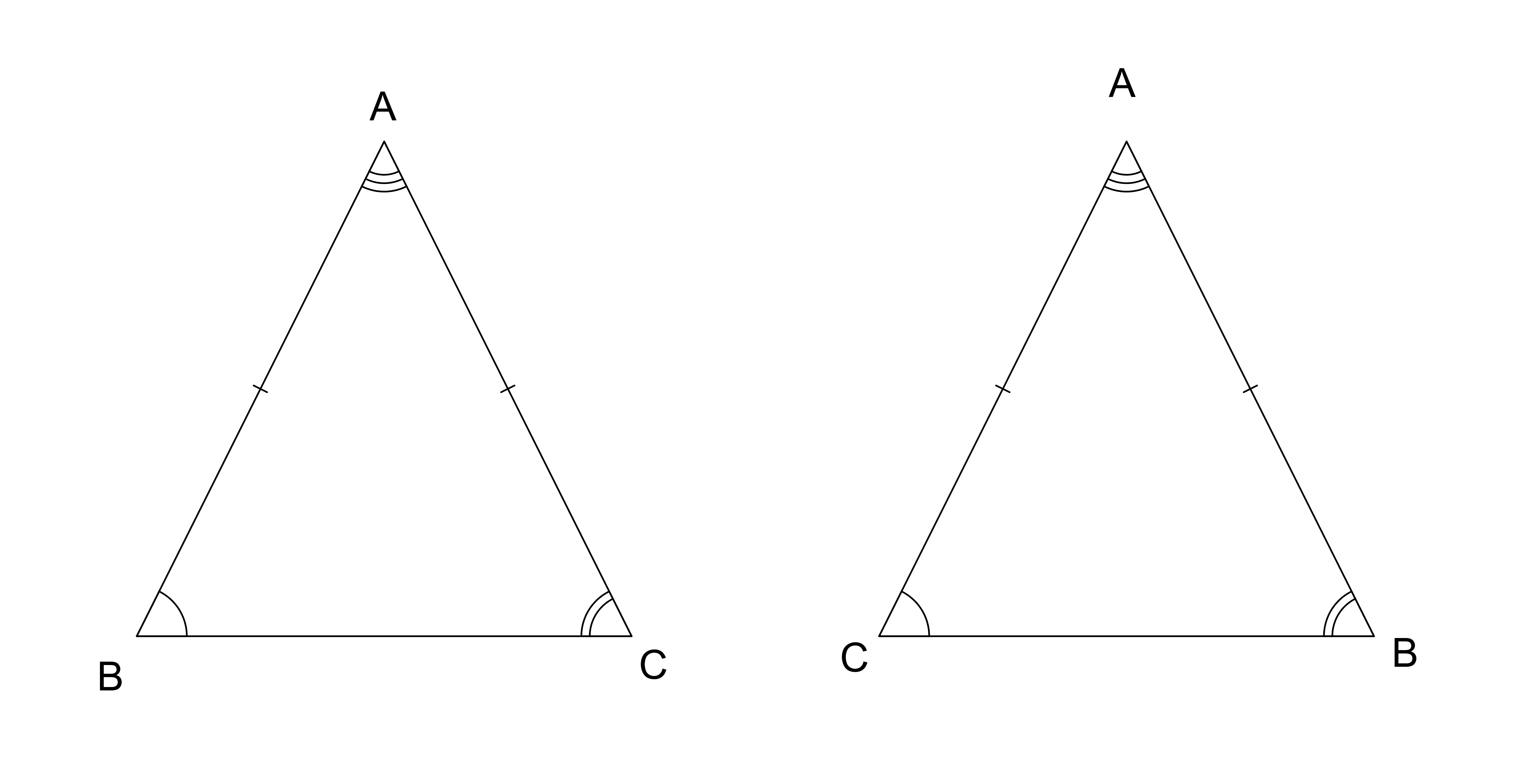

Imagem suporte para demonstração de que todo triângulo isoângulo é também um triângulo isósceles.

Para fazer essa demonstração tomaremos uma reta {\displaystyle r} que contém todos esses pontos, ou seja:
{\displaystyle \exists {r}/G,I,D,O\in {r}}
Com relação a essa reta podemos analisar duas situações em relação ao vértice {\displaystyle A} (sem perda de generalidade):
Ou {\displaystyle A\in {r}} ou {\displaystyle A\notin {r}}.
Analisaremos essas duas situações separadamente

##### Primeira possibilidade:A∈r{\displaystyle A\in {r}}
Primeiramente, tomaremos um ponto {\displaystyle M}, tal que esse ponto seja a intersecção de {\displaystyle r} com {\displaystyle {\overline {BC}}}. Assim teremos:
{\displaystyle M/{r\cap {\overline {BC}}=M}\qquad \Longrightarrow \qquad {\overleftrightarrow {AM}}=r\qquad \Longrightarrow \qquad {G,I,D,O}\in {\overleftrightarrow {AM}}\Longrightarrow {\begin{cases}{\overline {AM}}{\text{ é bissetriz de  }}{\hat {A}}\\{\overline {AM}}{\text{ é mediana de  }}{\overline {BC}}\\{\overleftrightarrow {AM}}{\text{define altura relatica à }}{\overline {BC}}\\{\overleftrightarrow {AM}}{\text{ é mediatriz de  }}{\overline {BC}}\end{cases}}}

1° possibilidade:

é mediatriz de

A partir dessas relações, podemos chegar a nossa conclusão de várias maneiras.
Sabendo que {\displaystyle {\overleftrightarrow {AM}}} é mediatriz de {\displaystyle {\overline {BC}}}, temos:
{\displaystyle {\overleftrightarrow {AM}}{\text{ é mediatriz de }}{\overline {BC}}\qquad \Longrightarrow \qquad {{\overline {BM}}\equiv {\overline {MC}}}\quad {\text{e}}\quad {B{\hat {M}}}A\equiv {A{\hat {M}}C}}.
Dessas relações, temos a congruência entre os triângulos {\displaystyle \triangle {ABM}} e {\displaystyle \triangle {ACM}}:
{\displaystyle {{\overline {BM}}\equiv {\overline {MC}}}\quad {\text{e}}\quad {B{\hat {M}}}A\equiv {A{\hat {M}}C}\quad {\text{e}}\quad {\overline {AM}}\equiv {\overline {AM}}\quad \left(LAL\right)\qquad \Longrightarrow \qquad {\triangle {ABM}\equiv \triangle {ACM}}}
A partir da congruência dos triângulos temos a congruência de dois lados de {\displaystyle \triangle {ABC}}, provando que ele é isósceles.
{\displaystyle \triangle {ABM}\equiv \triangle {ACM}\qquad \Longrightarrow \qquad {{\overline {AB}}\equiv {\overline {AC}}}\qquad \Longrightarrow {\triangle {ABC}{\text{ é isósceles}}}}.

##### Segunda possibilidade:A∉r{\displaystyle A\notin {r}}
Primeiramente tomaremos duas retas, a reta {\displaystyle {\overleftrightarrow {AG}}} (reta que passa pelo vértice {\displaystyle A} e pelo baricentro) e a reta {\displaystyle {\overleftrightarrow {AD}}} (reta que passa pelo vértice {\displaystyle A} e pelo circuncentro).

2°possibilidade:

Então tomaremos dois pontos, que serão a intersecção dessas retas com o segmento {\displaystyle {\overline {BC}}}.
Com esses dois pontos teremos as seguintes implicações:

{\displaystyle H/{\quad {\overleftrightarrow {AG}}\cap {\overline {BC}}=H}\qquad \Longrightarrow \qquad {{\overline {AG}}{\text{ é mediana relativa ao lado }}{\overline {BC}}}\qquad \Longrightarrow \qquad {H{\text{ é ponto médio de }}{\overline {BC}}}\qquad ({\text{I}})}
e
{\displaystyle J/{\quad {\overleftrightarrow {AD}}\cap {\overline {BC}}=J}\qquad \Longrightarrow \qquad {{\overleftrightarrow {AJ}}{\text{   é mediatriz de }}{\overline {BC}}}\qquad \Longrightarrow \qquad {J{\text{ é ponto médio de }}{\overline {BC}}}\qquad ({\text{II}})}
De {\displaystyle \left({\text{I}}\right)} e {\displaystyle \left({\text{II}}\right)}, e pela propriedade de unicidade do ponto médio temos:
{\displaystyle J=H\qquad \Longrightarrow \qquad {\overline {AH}}={\overline {AJ}}\qquad \Longrightarrow \qquad {\overleftrightarrow {AG}}={\overleftrightarrow {AD}}={\overleftrightarrow {GD}}=r\qquad \Longrightarrow \qquad {A\in {r}}}
Assim chegamos a uma contradição, pois, nesse segundo caso tinhamos por hipótese que {\displaystyle A\notin {r}}. Com isso temos que apenas a primeira possibilidade é possível.
Logo, em todo triângulo isósceles, o baricentro, o incentro, o circuncentro e o ortocentro são colineares.